# خاندان آچایولی

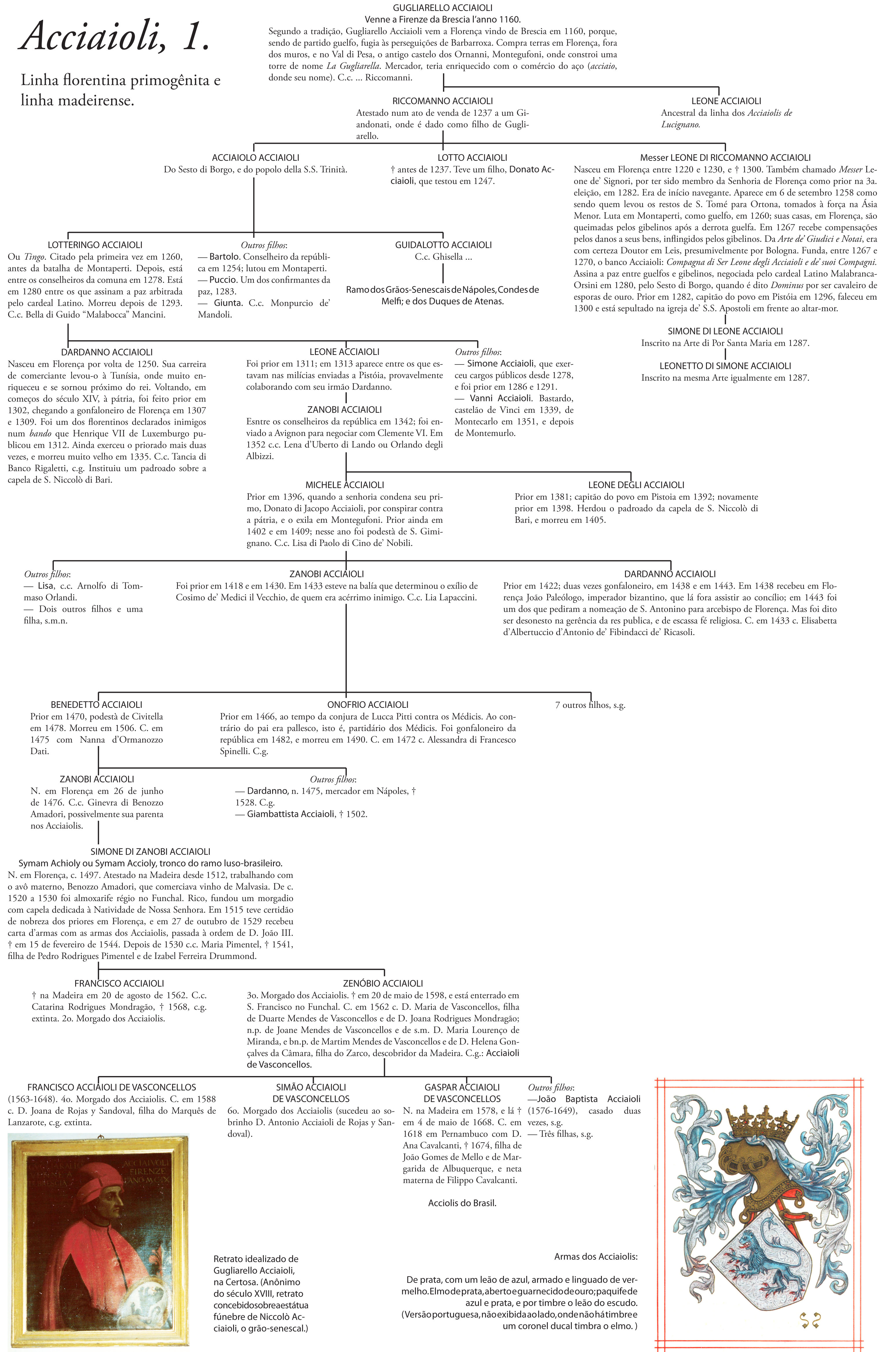
شجره‌نامه خاندان آچایولی

خاندان آچایولی (انگلیسی: Acciaioli family)، یکی از خاندان‌های به‌نام و مشهور فلورانس در قرون میانه که اصالتاً متعلق به برشا بودند اما طی مهاجرتی که به‌خاطر حملات دودمان ولف و فردریش بارباروسا به فلورانس رفتند. این خاندان پس کسب قدرت مالی فراوان در فلورانس که آن نیز ناشی از بانکداری بود، توانستند قدرت خود را تا آتن گسترش دهند و بر شاهزاده‌نشین آتن مسلط شوند. این خاندان طی این قرون روابط خانوادگی نزدیکی با خاندان و دودمان مدیچی داشت.